# Athiémé
Athiémé è una città situata nel dipartimento di Mono nello Stato del Benin con 44 195 abitanti (stima 2006).